# Apion ebeninum
Apion ebeninum är en skalbaggsart som beskrevs av Kirby 1808. Apion ebeninum ingår i släktet Apion, och familjen spetsvivlar. Arten är reproducerande i Sverige.